# Bitskey Aladár
Bicskei Bitskey Aladár (Eger, 1905. október 18. – Eger, 1991. március 18.) kétszeres Európa-bajnoki ezüstérmes magyar úszó, főhadnagy. Bitskey Zoltán öccse.

## Családja és származása
Az ősrégi nemesi származású bicskei Bitskey család sarja. Édesapja tápióbicskei Bitskey Andor (1871–1964), királyi törvényszéki albíró, járásbíró, édesanyja Prohászka Katalin (1881–1959). Az apai nagyszülei idősebb tápióbicskei Bitskey Andor, és Vida Etelka voltak. Az apai nagyapai dédszülei tápióbicskei Bitskey József (1799–1836), földbirtokos, és Ivanics Johanna (1802–1871) voltak.

## Élete
Az 1926-os úszó-Európa-bajnokságon negyedik volt 100 m háton. Első Európa-bajnoki ezüstérmét 1927-ben szerezte 100 méteres hátúszásban, 1 perc 17,6 másodperces idővel, második Európa-bajnoki ezüstjét pedig 1931-ben szerezte 1 perc 15,8 másodperces idővel, szintén a 100 méteres hátúszásból.
1927-ben 1928-ban és 1930-ban több érmet nyert a főiskolai világbajnokságokon.
Indult az 1928-as nyári olimpián is, de nem jutott döntőbe.
1929-ben végzett a Ludovikán. Ezt követően hivatásos katonatiszt volt. A második világháború után alapfokú úszóoktató lett Egerben. Az 1956-os forradalom után börtönbe került.

## Családja
Testvérei Bitskey Zoltán Európa-bajnoki ezüstérmes és Bitskey Árpád úszók. Unokatestvére Bitskey Tibor színész.

## Rekordjai
200 m hát
- 2:51,4 (1924. augusztus 19., Budapest) országos csúcs[7]
- 2:48,0 (1925. június 14., Budapest) országos csúcs
- 2:47,2 (1930. december 8., Budapest) országos csúcs

## Emlékezete
- Bitskey Aladár Uszoda Egerben (2000)
- Mellszobra Egerben (2001)
- Bitskey Aladár emlékverseny
- Bitskey Aladár utca Egerben (2017)